# Ove Fich
Ove Fich (ur. 16 marca 1949 w Odense, zm. 20 lutego 2012) – duński polityk, fizyk jądrowy, wykładowca. Poseł do Parlamentu Europejskiego I i II kadencji.

## Życiorys
Po ukończeniu liceum ogólnokształcącego w Horsens (duń. Horsens Statsskole) O. Fich studiował fizykę jądrową w Instytucie Fizyki na Uniwersytecie w Aarhus. Wkrótce potem pracował jako nauczyciel matematyki w gimnazjum w Rønde, oraz wykładowca na Uniwersytecie w Aarhus. Następnie podjął zatrudnienie w Europejskiej Organizacji Badań Jądrowych CERN. W 1977 roku został wybrany na Sekretarza Generalnego IUSY – Młodzieżowej Unii Młodych Socjalistów. 7 listopada 1978 został mianowany na Posła do PE, z ramienia partii socjaldemokratycznej (duń. Socialdemokratiet).
Zasiadając w PE był członkiem Grupy Socjalistów, gdzie w latach 1979-84 oraz 1885-86 pełnił funkcję wiceprzewodniczącego. W latach 1980–87 był członkiem Komisji Budżetowej.
Od 1990 roku O. Fich kontynuował karierę polityczną, jako socjaldemokratyczny przedstawiciel powiatu Roskilde w duńskim parlamencie „Folketinget”, jak również jako niezależny konsultant Unii Europejskiej (od 1999). W latach 2006–09 był członkiem Regionalnej Rady Zelandii.
Zmarł w wieku 62 lat.